# Calea ferată Căciulați-Snagov Plajă
Linia CF Căciulați-Snagov Plajă este o cale ferată secundară în România. Linia este simplă, neelectrificată, fiind inaugurată la data de 30 aprilie 1948. În trecut, linia asigura traficul local de navetă al călătorilor la București iar în sezonul estival trafic de călători către Complexul Turistic și de Agrement situat pe malul lacului Snagov. În Mersul trenurilor 1989/1990, traficul de călători era asigurat de 3 perechi trenuri cursă automotoare iar în sezonul estival 1989 de o pereche trenuri personal formată din 7 vagoane. Trenuri de călători au circulat până la sfârșitul sezonului estival 2006, ulterior linia fiind închisă traficului de călători. În prezent linia este închiriată operatorului feroviar „Transferoviar Călători”, fiind menținută fără trafic.